# TVR Cluj
TVR Cluj (Hongaars: Kolozsvári TVR) is de regionale televisiezender van de publieke omroep van Roemenië, Televiziunea Română.
De regionale studio werd in 2008 gestart en heeft als uitzendgebied de volgende regio's:
- District Bihor
- District Bistrița-Năsăud
- District Cluj
- District Maramureș
- District Sălaj
- District Satu Mare

De zender maakt programma's voor de regio noordwest en maakt elke dag het nieuwsprogramma Jurnal Regional en het actualiteitenprogramma  Actual Regional. 
Voor de minderheden maakt het 5 weekdagen om 16:00 uur het Hongaarstalige programma Erdélyi Figyelő (Roemeens: Observator Transilvan). Het gebied heeft in 2022 in totaal 385.045 personen die het Hongaars als moedertaal hebben en behoren tot de Hongaarse minderheid in Roemenië. 
Elke avond is er om 22:00 uur een Oekraïens programma te bekijken. In het gebied wonen 27.449 etnische Oekraïners.